# Christophe Ducasse
Pour les articles homonymes, voir Ducasse.
Christophe Ducasse, né en juin 1956, est un dirigeant français de chaînes de télévision locales et régionales diplômé de l'institut d'administration des entreprises de Paris (1992) et de l'emlyon business school (1998). Premier dirigeant d'Antenne Réunion à sa création en 1991, il est directeur général de Télé Lyon Métropole de 1994 à 1998, puis directeur de France 3 Bourgogne Franche-Comté et de France 3 Méditerranée. En 2004, il reprend l'ensemble des titres détenus par Bourbon dans Antenne Réunion et en devient l'actionnaire majoritaire ainsi que le président-directeur général.